# Cornell Glen
Cornell Glen   (Port-of-Spain, 21 d'octubre de 1981) és un exfutbolista de Trinitat i Tobago de la dècada de 1990.
Fou 71 cops internacional amb la selecció de Trinitat i Tobago.
Pel que fa a clubs, destacà a San Juan Jabloteh i San Jose Earthquakes.